# Karel Říha
Karel Říha (11. května 1923, Radkov – 13. června 2016, Kroměříž) byl český katolický kněz, jezuita a filosof. V letech 1968–1990 žil v exilu, dlouho působil v Vatikánském rozhlase a od roku 1990 na teologické fakultě Univerzity Palackého v Olomouci. Roku 2001 byl emeritován, poté působil v duchovní správě na Hostýně.

## Život

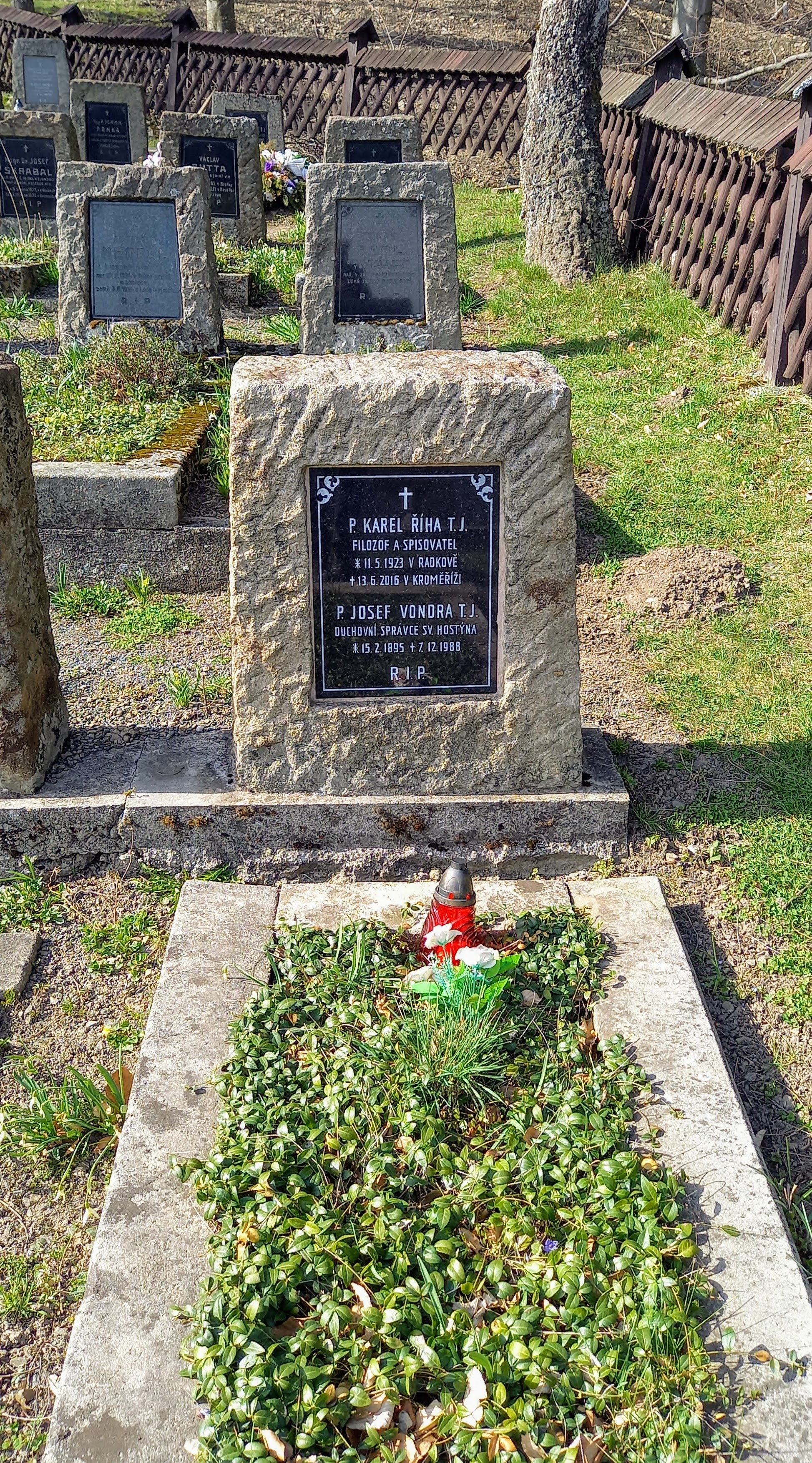
Hrob na Hostýně

Po maturitě na reálném gymnáziu ve Velkém Meziříčí studoval v letech 1943–1945 teologii v kněžském alumnátu v Brně a 1945–1946 v Římě, kde také vstoupil do jezuitského řádu. Po noviciátu na Velehradě (1946–1948) pokračoval v řádovém studiu na Filosofickém institutu v Děčíně. Od roku 1950 byl v rámci „Akce K“ (likvidace klášterů) na dva roky internován a pak pracoval jako průmyslový, zemědělský a stavební dělník.
Roku 1967 přijal kněžské svěcení a v říjnu 1968 emigroval do Rakouska. V Innsbrucku roku 1970 ukončil studium teologie a 1972 získal doktorát filosofie. Do roku 1989 působil v rakouské duchovní správě a od roku 1979 byl redaktorem vatikánského rozhlasu a vyučoval v české koleji Nepomucenum.
Roku 1990 se vrátil do Olomouce, kde vyučoval filosofii a vedl katedru filosofie a patrologie na Teologické fakultě Univerzity Palackého. 12. listopadu 1997 se habilitoval prací „Identita a relevance. Pokus o vzájemné uzásadnění ontologie a etiky“ a roku 2001 byl emeritován. V letech 2002 až 2016 působil v duchovní správě na Hostýně.

## Filosofie
Říhův filosofický program se snaží smířit domnělý protiklad imanence a transcendence a ukázat, že se ve skutečnosti navzájem podmiňují. Nástroji tohoto počínání jsou pro něho jednak fenomenologie a její pojem intence, jednak personalismus a vztah Já – Ty. Vyškolen v tradiční scholastické metafyzice a inspirován „filosofií jednání“ francouzského filosofa M. Blondela se snaží překonat jak radikální subjektivismus (v kritice Vědosloví mladého J. G. Fichta), tak metafyzický realismus a intelektualismus v kritice K. Rahnera. Řečeno jazykem metafyziky rozum a vůle, poznání a chtění nestojí proti sobě a nemohou se vzájemně vyloučit, nýbrž v jednotě jednání působí chtě nechtě ruku v ruce.

## Dílo
- Zrození ducha (1998)
- Identita a relevance (2002)
- Bůh vždy větší (2010)
- Hledání středu (2010) – meditativní črty, drobné vzpomínky a povídky